# 今。
「今。」（いま）は、清木場俊介の通算10枚目のシングル。2008年4月23日にrhythm zoneより発売。

## 概要
前作から2ヶ月半ぶりのシングルで、ライブアルバム『清木場祭2007』と同時発売。またSPEEDSTAR RECORDSへの移籍前最後のシングルとなる。
ジャケットが異なる【CD＋DVD】と【CD】の2形態で発売された。DVDにはミュージック・ビデオやライブ映像、レコーディング風景などが収録されている。
清木場が本格的にソロ活動を始める前から存在した曲であり、初期のライブでも披露されていた。清木場は本作について「23歳だった当時、誰かに言われたかった言葉をそのまま唄にした」と語っている。このシングルでは、その当時のバージョンの2004年版と、新たにアレンジされた2008年版（こちらが1曲目）が収録されている。
シングルは、2008年5月5日付のオリコン週間シングルランキングで9位を記録し、10作連続トップ10入りを果たした。
2014年に発売された『唄い屋・BEST Vol.1』にはリアレンジ・リレコーディングされた音源が収録された。

## 収録曲

### CD
作詞：清木場俊介 作曲：monk
1. 今。 <2008 Version>
翌年に発売されたベストアルバム『清木場俊介 SONGS 2005-2008』に収録されたが、オリジナル・アルバムには未収録となっている。
2. 今。 <2004 Version>
こちらのバージョンはアルバム未収録。
3. 今。 カラオケ

### DVD
1. 今。 Video Clip <2004 Version>
2. 今。 Video Clip <2005 Version>
3. 今。 2007/12/25 FC LIVE清木場祭2007Version
4. 今。 Recording Version
5. 今。 Recording Documentary

## 収録アルバム
今。
- 清木場祭2007（ライブ音源）
- 清木場俊介 SONGS 2005-2008（2008 Version）
- 唄い屋・BEST Vol.1（再録）
- 唄い屋・REMIXES Vol.1（DJ KO-TARO REMIX）[4]